# 리베라토레스의 내전
리베라토레스의 내전(Liberators' civil war)은 로마 공화국 말기에 독재관 율리우스 카이사르가 암살당하고, 카이사르의 측근들이 그 암살을 보복하기 위해 제2차 삼두정을 조직해 암살음모자들을 토벌한 전쟁이다. "리베라토레스"란 "해방자"라는 뜻으로, 카이사르 암살음모자들이 스스로를 일컬은 이름이다.
카이사르를 죽인 뒤 리베라토레스의 중심인물인 브루투스와 카시우스는 이탈리아 반도를 떠나 로마의 동방 속주들(그리스, 마케도니아, 시리아)과 동방의 동맹왕국들을 장악했다. 한편 로마에서는 카이사르의 주요 측근 세 명(마르쿠스 안토니우스, 가이우스 옥타비아누스 투리누스, 마르쿠스 아에밀리우스 레피두스)가 서쪽 속주들을 장악, 원로원의 반발을 묵살하고 제2차 삼두정을 수립했다.
레피두스는 이탈리아 반도에 머물렀고, 안토니우스와 옥타비아누스는 최고 정예병 28개 군단을 이끌고 북그리스로 향했다. 기우너전 42년 가이우스 노르바누스 플라쿠스와 데키디우스 삭사가 8개 군단을 이끌고 마케도니아를 공격했으나 브루투스와 카시우스의 반격으로 암피폴리스까지 후퇴했다. 이후 안토니우스가 이끄는 본대가 도착했다. 옥타비아누스는 건강 악화로 인해 전쟁터로 따라오지 않고 후방인 디라키움에 남았다.
전쟁터에 동원된 삼두정측의 병력은 보병 19개 군단에 동맹국의 기병대(옥타비아누스가 동원한 13,000 기, 안토니우스가 동원한 20,000기)를 대동했다. 문헌상에 자주 등장하는 제4군단을 비롯해 제6, 7, 8, 10, 12, 3, 26, 28, 29, 30군단이 삼두정 측에 섰다. 아피아노스의 기록에 따르면 삼두정측 병력은 거의 모든 군단이 정예 병력이었다.
한편 리베라토레스측의 병력은 보병 17개 군단(브루투스가 8개, 카시우스가 9개, 나머지 2개 군단은 해군). 그 중 정예 병력은 2개 군단 뿐이었으나 동방의 동맹왕국들에게서 징발한 병력을 지원받았다. 아피아노스의 기록에 따르면 리베라토레스 측 병력은 보병 80,000 여명, 동맹왕국의 기병 17,000 여명이었고 동맹국의 기병 중 5,000 여명은 동방식 궁기병이었다.